# Nasa (futebolista)
Gesiel José de Lima, mais conhecido como Nasa (Olinda, 8 de dezembro de 1968), é um ex-futebolista brasileiro que atuava como volante.

## Carreira
Nasa ficou famoso atuando pelo Vasco da Gama, onde conquistou Campeonato Brasileiro (1997 e 2000), uma Libertadores (1998), um Torneio Rio-São Paulo (1999) e uma Copa Mercosul (2000). Após o sucesso no Cruzmaltino, foi defender o Yokohama, do Japão.
Foi revelado no Santa Cruz. Atuou ainda por Icasa, Guarani de Juazeiro, Ferroviário e Madureira, onde encerrou sua carreira em 2005.
Atualmente é empresário e reside na cidade de Juazeiro do Norte.

## Títulos
Ferroviário (CE)
- Campeonato Cearense: 1994, 1995

Vasco da Gama
- Campeonato Carioca: 1998
- Taça Guanabara: 1998, 2000
- Taça Rio: 1998, 1999 e 2001
- Torneio Rio São-Paulo: 1999
- Campeão Brasileiro - 1997, 2000
- Troféu Bortolotti: 1997
- Copa Mercosul: 2000
- Copa Libertadores da América: 1998

Yokohama Marinos
- Campeonato Japonês: 2002